# Shingopana songwensis
Shingopana songwensis — вид ящеротазових динозаврів, що існував у крейдовому періоді в Африці. Належить до клади титанозаврів. Скам'янілі рештки динозавра знайдено у 2002 році у відкладеннях формації Галула у Танзанії.

## Назва
Родова назва Shingopana походить з суахільського словосполучення, що означає «довга шия». Видова назва S. songwensis посилається на регіон Сонгве, де знайдені рештки динозавра.

## Філогенія
Під час філогенетичного аналізу вчені виявили, що Shingopana тісніше пов'язаний з титанозаврами Південної Америки, ніж з будь-яким іншим видом з Африки чи іншого регіону.